# Jaak Lipso
Jaak Lipso (Tallinn, 18 april 1940 – 3 maart 2023) was een Estisch basketbalspeler die uitkwam voor het nationale team van de Sovjet-Unie.

## Carrière
Lipso begon zijn basketbalcarrière bij TRÜ in 1957. Hij bleef drie jaar bij die club. In 1960 ging hij naar SKA Riga. Met SKA verloor Lipso de finale om de FIBA European Champions Cup in 1961 van CSKA Moskou met een totaalscore over twee wedstrijden met 128-148. In 1962 ging Lipso naar CSKA Moskou. Met CSKA werd Lipso vijf keer landskampioen van de Sovjet-Unie in 1962, 1964, 1965, 1966 en 1969. Ook won Lipso met CSKA twee keer de FIBA European Champions Cup in 1963 en 1969. In 1963 werd Lipso landskampioen van de Sovjet-Unie met de Team Moskou. In 1970 ging Lipso naar Kalev Tallinn. In 1975 stopte hij met basketbal.
Lipso kwam van 1963 tot 1970 uit voor de Sovjet-Unie. Lipso haalde een zilveren medaille op de Olympische Spelen in 1964 en een bronzen medaille in 1968. Hij won goud op de Wereldkampioenschappen in 1967 en brons in 1970. Ook won Lipso drie keer goud op het Europees Kampioenschap in 1963, 1965 en 1967.
Lipso werd 82 jaar oud.

## Erelijst
- Landskampioen Sovjet-Unie: 6
  - Winnaar: 1962, 1963, 1964, 1965, 1966, 1969
  - Derde: 1961, 1968
- Landskampioen Estland SSR: 5
  - Winnaar: 1958, 1959, 1971, 1974, 1979
- FIBA European Champions Cup: 2
  - Winnaar: 1963, 1969
  - Runner-up: 1961, 1965
- Olympische Spelen:
  - Zilver: 1964
  - Brons: 1968
- Wereldkampioenschap: 1
  - Goud: 1967
  - Brons: 1970
- Europees Kampioenschap: 3
  - Goud: 1963, 1965, 1967